# Camaret-sur-Aigues
 (juillet 2020).
La mise en forme du texte ne suit pas les recommandations de Wikipédia : il faut le « wikifier ».
Les points d'amélioration suivants sont les cas les plus fréquents. Le détail des points à revoir est peut-être précisé sur la page de discussion.
- Les titres sont pré-formatés par le logiciel. Ils ne sont ni en capitales, ni en gras.
- Le texte ne doit pas être écrit en capitales (les noms de famille non plus), ni en gras, ni en italique, ni en « petit »…
- Le gras n'est utilisé que pour surligner le titre de l'article dans l'introduction, une seule fois.
- L'italique est rarement utilisé : mots en langue étrangère, titres d'œuvres, noms de bateaux, etc.
- Les citations ne sont pas en italique mais en corps de texte normal. Elles sont entourées par des guillemets français : « et ».
- Les listes à puces sont à éviter, des paragraphes rédigés étant largement préférés. Les tableaux sont à réserver à la présentation de données structurées (résultats, etc.).
- Les appels de note de bas de page (petits chiffres en exposant, introduits par l'outil «  Source ») sont à placer entre la fin de phrase et le point final[comme ça].
- Les liens internes (vers d'autres articles de Wikipédia) sont à choisir avec parcimonie. Créez des liens vers des articles approfondissant le sujet. Les termes génériques sans rapport avec le sujet sont à éviter, ainsi que les répétitions de liens vers un même terme.
- Les liens externes sont à placer uniquement dans une section « Liens externes », à la fin de l'article. Ces liens sont à choisir avec parcimonie suivant les règles définies. Si un lien sert de source à l'article, son insertion dans le texte est à faire par les notes de bas de page.
- La présentation des références doit suivre les conventions bibliographiques. Il est recommandé d'utiliser les modèles {{Ouvrage}}, {{Chapitre}}, {{Article}}, {{Lien web}} et/ou {{Bibliographie}}. Le mode d'édition visuel peut mettre en forme automatiquement les références.
- Insérer une infobox (cadre d'informations à droite) n'est pas obligatoire pour parachever la mise en page.

Pour une aide détaillée, merci de consulter Aide:Wikification.
Si vous pensez que ces points ont été résolus, vous pouvez retirer ce bandeau et améliorer la mise en forme d'un autre article.
Pour les articles homonymes, voir Camaret.
Camaret-sur-Aygues redirige ici.
Camaret-sur-Aigues est une commune française, située dans le département du Vaucluse en région Provence-Alpes-Côte d'Azur.

## Dénomination
Le nom officiel de la commune, défini par le Code officiel géographique de l'INSEE, est Camaret-sur-Aigues.
Toutefois, il est parfois fait usage, sans aucun caractère officiel, de l'appellation « Camaret-sur-Aygues» ou simplement « Camaret ».

## Géographie
La commune de Camaret-sur-Aigues est située à 6,5 kilomètres au nord-est de la ville d'Orange.

### Accès et transports
Les routes départementales 23, 93 et 975 arrivent au bourg alors que la route départementale 43 le contourne par l'ouest.
L'autoroute la plus proche est l'autoroute A7.
| Sérignan-du-Comtat | Travaillan         |            |
|                    | Camaret-sur-Aigues | Violès     |
| Orange             |                    | Jonquières |

### Relief
La commune est relativement plate avec une différence de 41 mètres seulement entre le point le plus haut de la commune, à l'extrême est de celle-ci, et le point le plus bas, situé à l'ouest-sud-ouest du bourg, en bordure de commune, au niveau de la mayre de Raphaëlis.

### Géologie
Le sol est principalement constitué d'alluvions quaternaires.

### Sismicité
Les cantons de Bonnieux, Apt, Cadenet, Cavaillon, et Pertuis sont classés en zone Ib (risque faible). Tous les autres cantons du département de Vaucluse sont classés en zone Ia (risque très faible). Ce zonage correspond à une sismicité ne se traduisant qu'exceptionnellement par la destruction de bâtiments.

### Hydrographie et les eaux souterraines

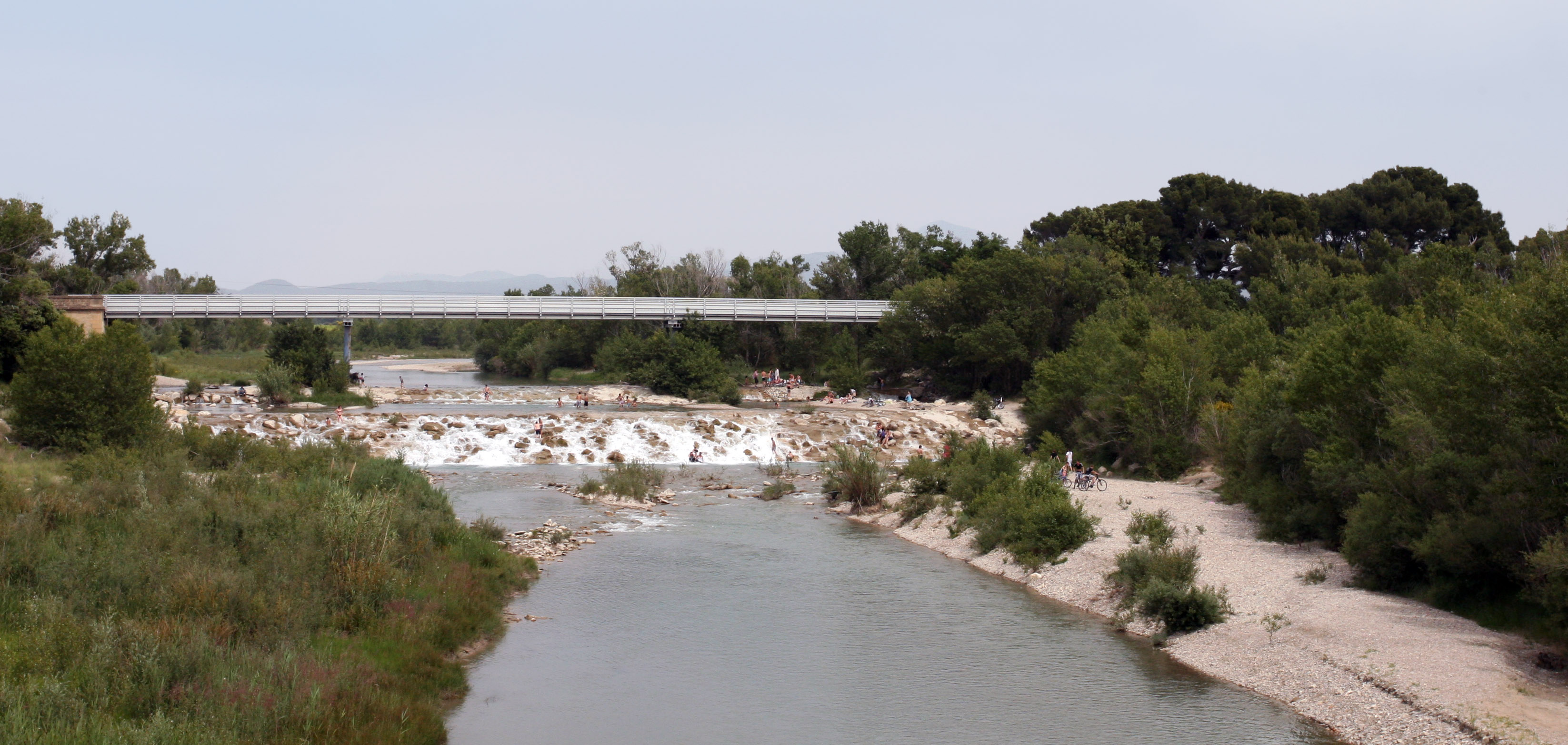
L'Eygues, lieu de baignades.

L'Eygues passe au nord du bourg. Plusieurs canaux (canal de Carpentras et canal du moulin) et petits cours d'eau comme les mayres de Mourelette, de Raphaëlis, d'Ancione passent aussi sur la commune.

### Climat
Pour des articles plus généraux, voir Climat de Provence-Alpes-Côte d'Azur et Climat de Vaucluse.
En 2010, le climat de la commune est de type climat méditerranéen franc, selon une étude du Centre national de la recherche scientifique s'appuyant sur une série de données couvrant la période 1971-2000. En 2020, Météo-France publie une typologie des climats de la France métropolitaine dans laquelle la commune est exposée à un climat méditerranéen et est dans la région climatique  Provence, Languedoc-Roussillon, caractérisée par une pluviométrie faible en été, un très bon ensoleillement (2 600 h/an), un été chaud (21,5 °C), un air très sec en été, sec en toutes saisons, des vents forts (fréquence de 40 à 50 % de vents > 5 m/s) et peu de brouillards. 
Pour la période 1971-2000, la température annuelle moyenne est de 13,9 °C, avec une amplitude thermique annuelle de 17,7 °C. Le cumul annuel moyen de précipitations est de 724 mm, avec 5,7 jours de précipitations en janvier et 2,9 jours en juillet. Pour la période 1991-2020, la température moyenne annuelle observée sur la station météorologique de Météo-France la plus proche, « Orange », sur la commune d'Orange à 6 km à vol d'oiseau, est de 14,8 °C et le cumul annuel moyen de précipitations est de 719,6 mm. 
La température maximale relevée sur cette station est de 42,7 °C, atteinte le 22 août 2023 ; la température minimale est de −14,5 °C, atteinte le 10 février 1956,,. 
Les paramètres climatiques de la commune ont été estimés pour le milieu du siècle (2041-2070) selon différents scénarios d'émission de gaz à effet de serre à partir des nouvelles projections climatiques de référence DRIAS-2020. Ils sont consultables sur un site dédié publié par Météo-France en novembre 2022.

## Urbanisme

### Typologie
Au 1er janvier 2024, Camaret-sur-Aigues est catégorisée bourg rural, selon la nouvelle grille communale de densité à sept niveaux définie par l'Insee en 2022.
Elle appartient à l'unité urbaine de Camaret-sur-Aigues, une agglomération intra-départementale regroupant deux  communes, dont elle est ville-centre,,. Par ailleurs la commune fait partie de l'aire d'attraction d'Orange, dont elle est une commune de la couronne,. Cette aire, qui regroupe 10 communes, est catégorisée dans les aires de 50 000 à moins de 200 000 habitants,.

### Occupation des sols
L'occupation des sols de la commune, telle qu'elle ressort de la base de données européenne d’occupation biophysique des sols Corine Land Cover (CLC), est marquée par l'importance des territoires agricoles (84,2 % en 2018), en diminution par rapport à 1990 (89,5 %). La répartition détaillée en 2018 est la suivante : 
cultures permanentes (66,1 %), zones agricoles hétérogènes (18,1 %), zones urbanisées (10,2 %), zones industrielles ou commerciales et réseaux de communication (3,3 %), forêts (1,4 %), espaces ouverts, sans ou avec peu de végétation (0,8 %). L'évolution de l’occupation des sols de la commune et de ses infrastructures peut être observée sur les différentes représentations cartographiques du territoire : la carte de Cassini (XVIIIe siècle), la carte d'état-major (1820-1866) et les cartes ou photos aériennes de l'IGN pour la période actuelle (1950 à aujourd'hui).

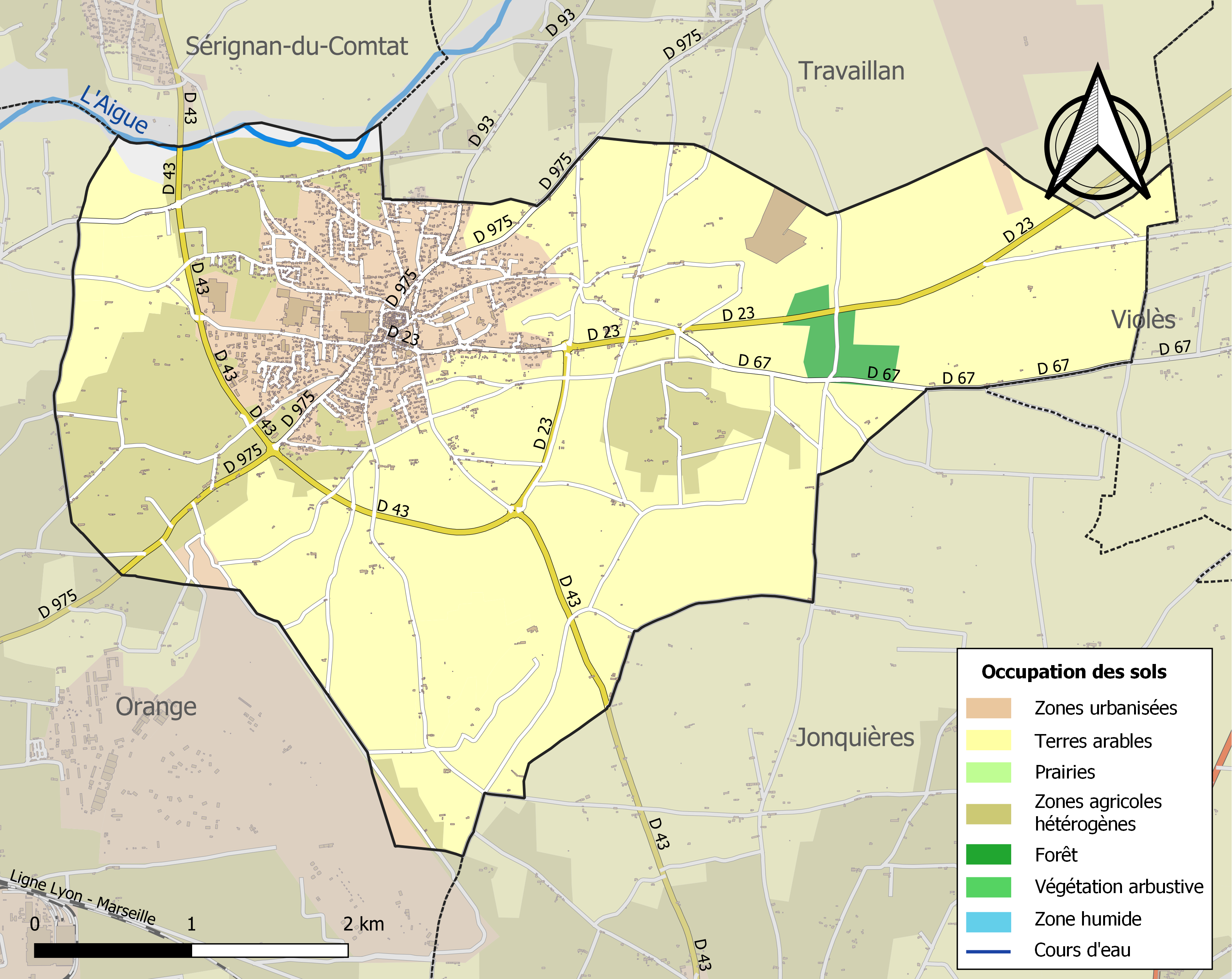
Carte des infrastructures et de l'occupation des sols de la commune en 2018 (CLC).

### Toponymie
La forme la plus ancienne est de Camareto, attestée en 1137. Ce toponyme suggère un thème pré-celtique *kam-ar avec le sens de hauteur arrondie.

## Histoire

### Antiquité
Au cours du XIXe siècle, des fouilles avaient découvert du numéraire, des urnes funéraires, des lampes à huile, des vases dits lacrymatoires et des miroirs d'argent poli. Une pierre tumulaire épigraphe intégrée dans la façade d'une maison avait été descellée et vendue. Elle portait l'inscription S. P. SEVERIUS SIBI ET SVIS VIVUS FECIT. Avaient aussi été répertoriés des vestiges d'un aqueduc qui fournissait Orange en eau de source.
Au cours du XXe siècle, des fouilles menées plus scientifiquement, ont permis de retrouver au quartier des Marelles un fragment d'autel épigraphe, et trois sépultures à tegulæ sur le site des Garriguettes.

### Moyen Âge

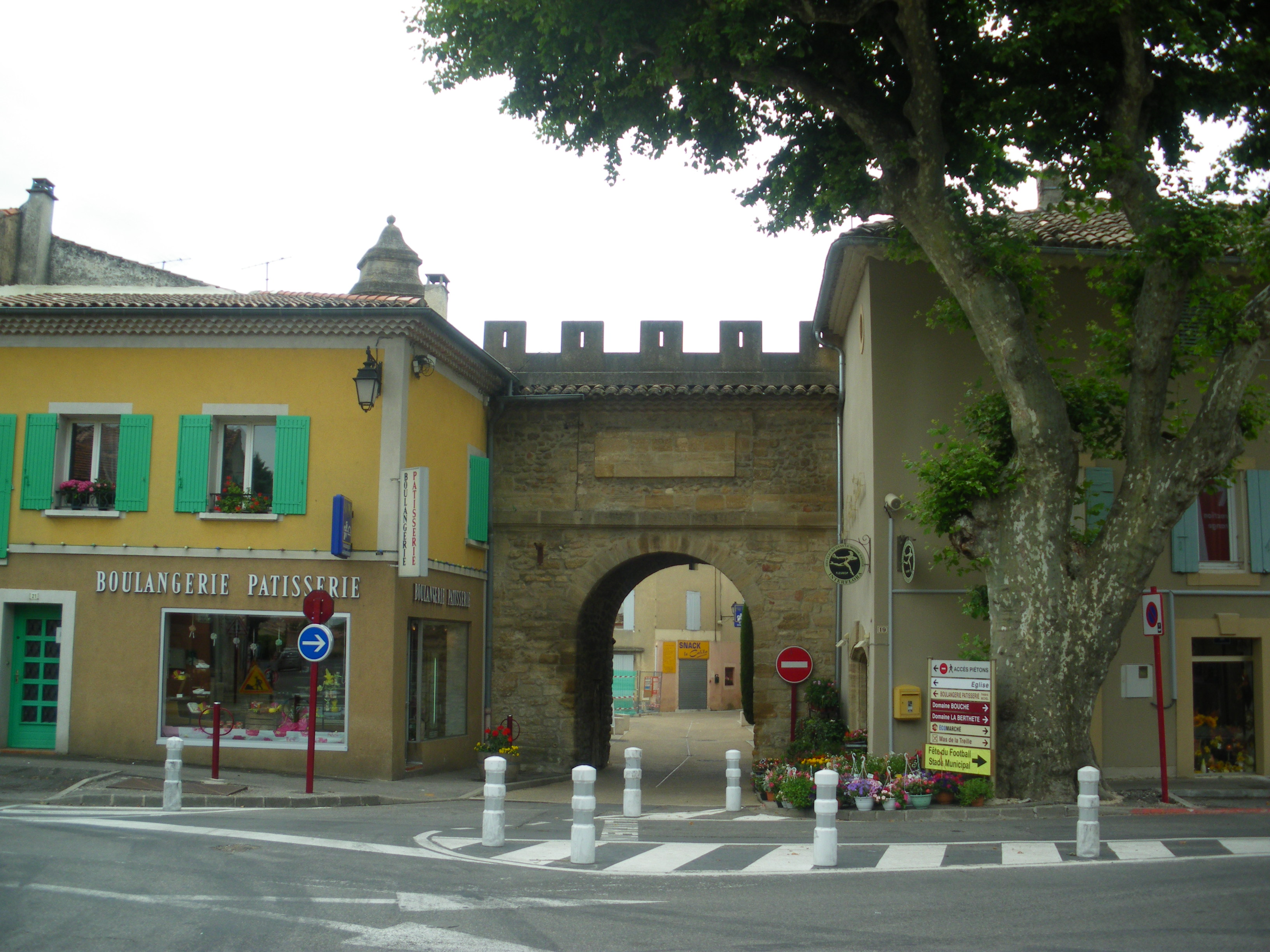
Porte des remparts médiévaux.

Durant tout le bas Moyen Âge et jusqu'à la Révolution, Camaret dépendit de la baronnie de Sérignan. Elle avait d'abord appartenu à la principauté d'Orange puisque Raymond VII de Toulouse, comte de Provence, l'avait donné en fief, dès 1237, à Raymond des Baux. Ce fief fut donné comme dot à Tiburge d'Orange lors de son mariage avec Adhémar de Poitiers, comte de Valentinois. Celle-ci, en 1324, accorda l'élection de deux syndics pour représenter la communauté. Leurs successeurs, le 7 mai 1416, signèrent un prix fait pour que fussent édifiés de nouveaux remparts.
Le chevalier Guillaume Fabri fut coseigneur de Camaret-sur-Aigues jusqu'à ce qu'il fût condamné au chapitre des Lattes. En 1346, ce fut l'ancien baile de Pélissanne (1345), Raymond Martini qui fut chargé de vendre ses biens. Vers 1346, Guillaume d'Orange fut seigneur de Camaret et de Sérignan. Noble et puissant, Jean de Baux, sire de Camaret et de Sérignan eut à son service comme juge ordinaire de ses deux terres, en 1369, un noble bachelier, originaire d'Orange, Bérenger Sadoyrani, juge d'Arles (1372) et de Sisteron (1387).

### Renaissance
En 1495, le Conseil de Ville obtint de la baronnie l'autorisation que chaque habitant puisse cultiver une éminée de jardin exempte de dîme sur les fruits et les herbages.
Les guerres de Religion sévirent pendant une décennie. Camaret ayant été pris par les religionnaires, le 5 janvier 1563, le capitaine pontifical Fabrice Serbelloni vient mettre le siège. Après quatre jours de canonnade, ses troupes investirent le village et passèrent par le fil de l'épée 100 prisonniers. Une nouvelle attaque des calvinistes de Nyons eut lieu en 1573. Mais leur homme de main qui devait leur ouvrir les portes fut démasqué et ils se retirèrent. Il n'en fut pas de même deux ans plus tard. Le 3 mai 1575, les huguenots d'Orange forcèrent la place, mais durent rapidement se retirer face aux troupes envoyées par le cardinal d'Armagnac.
Ces attaques ont permis de savoir qu'en 1565, les remparts s'ouvraient par trois portes : la Grande Porte ou Portail Bérenguier, dite aussi des Ursulines ; la porte Jaubert ou Portalet ; la porte Carbonnel. Celles du Portail et de Carbonnel étaient précédées d'un pont levis. Les affrontements finis, deux autres portes furent ouvertes, celle de la Brèche et celle de la Tour.
Ce fut en 1599 que les deux syndics du village changèrent leur titre pour prendre celui de consul.

### Révolution: les jugements de 1794
De nombreux habitants de Camaret impliqués dans des actions contre-révolutionnaires ont été emprisonnés à Orange sur dénonciations d'autres habitants. Parmi eux, la plupart furent relâchés faute de preuves, mais certains furent exécutés,, :
- Le 12 thermidor :
  - Joseph-Andéol Coste, ex-maire, juge de paix, président de la section fédéraliste, 42 ans (°26.04.1752 Camaret)
  - Nicolas Courbier, perruquier, fédéraliste, 35 ans (°1759 Avignon)
  - François Alphonse Martin Gaudibert, notaire, contre-révolutionnaire, réfugié à Camaret, 36 ans (°1758 Vacqueyras)
- Le 13 thermidor :
  - Louis Biscarrat, capitaine de la garde nationale, avait fait arrêter l'ex-maire révolutionnaire, dénoncé par son voisin, 52 ans (°22.07.1742 Uchaux)
  - Jean-Antoine ou Joseph-Antoine Lambert, médecin, secrétaire de la section fédéraliste, 46 ans (°24.07.1748 Camaret)
  - Louis Grangeon, cultivateur, avait escorté l'ex-maire révolutionnaire arrêté, 23 ans (°17.01.1771 Camaret)
- Le 14 thermidor :
  - Jean-Louis Raymond, cardeur de laine, contre-révolutionnaire, menaça les patriotes, 56 ans (°24.07.1737 Camaret)
  - Jean-Pierre Latour, assesseur de juge, notable et ex-maire, avait dénoncé plusieurs patriotes à la section fédéraliste, 52 ans (°01.01.1744 Camaret)
- Le 15 thermidor :
  - Bernard Collet, religieux récollet, a refusé de prêter le serment constitutionnel, 66 ans (°04.08.1728 Camaret)
  - Étienne-Simon Teyssier, a prêché le fanatisme, 76 ans (°12.10.1718 Barbentane)
  - Joseph Fabre, notaire, secrétaire de la section fédéraliste, 42 ans (°13.10.1752 Violès)

Les habitants relâchés ou condamnés (sentence entre parenthèses) furent : Claude-Raymond Barbe, chanoine de 75 ans (détention à perpétuité) / André Biscarrat, négociant - métayer de 28 ans (1 an de prison) / Pierre Bonnadonne, cultivateur de 64 ans (2 mois de prison) / Jean-François Bouche, cultivateur de 43 ans / Pierre-Louis Collet, journalier de 30 ans / Joseph Collet, cultivateur de 44 ans / Joseph Collet, journalier cultivateur de 30 ans (6 mois de prison) / Jeanne-Marie Coste, ursuline de 43 ans / Jean-Louis Dianoux, fabricant d'étoffes - tisseur en filoselle de 37 ans (1 an de prison) / Paul Dianoux cordonnier / Jean-Pierre Favier, cultivateur - cardeur de laine de 60 ans / Louis-Michel Gabellon, journalier de 32 ans (détention à perpétuite) / M. de Georges de Guillaumont, capiscol de 84 ans / Grégoire Germain, salpêtrier de 24 ans (2 mois de prison) / André Gleyze, journalier de 40 ans (détention à perpétuité) / Frédéric-Joseph Goudareau, 17 ans (1 an de prison) / Joseph Goudareau, chirurgien de 60 ans (détention à perpétuité) / Antoine d'Hugues, notaire de 48 ans / Pierre Imperaire, cultivateur de 58 ans / Pons Imperaire, fabricant d'étoffes de 58 ans / Joseph-Philippe Jonc, salpêtrier de 40 ans (1 an de prison) et sa femme de 38 ans (incarcérée) / Louis Lagier, géomètre de 64 ans (incarcéré) / Noël Lagier, ménager de 62 ans / Simon Lambert, cultivateur de 38 ans / Jean-Pierre Latour, sans profession 54 ans / Jean-François Latour, cultivateur de 47 ans / Joseph-Charles Latour, cultivateur de 32 ans / Rose Latour (femme de Noël Lagier), ménagère de 52 ans / Esprit Marie, cultivateur de 58 ans / Jean Marie, journalier de 27 ans / Balthazard Mourier, aubergiste de 35 ans / Jean-François Muret, blanchisseur de 30 ans / Jean-Joseph Perrand, notaire de 62 ans / Joseph-François Perrand, chirurgien de 60 ans (incarcéré) / Jean-François Plantevin, journalier de 38 ans (2 mois de prison) / André Raymond, fermier de 45 ans / Étienne Raymond, cultivateur de 52 ans / Joseph Reymond, cultivateur de 50 ans et sa femme Françoise / André Revol, fabricant d'étoffes de 37 ans / Élisabeth Rey, journalière de 50 ans (détention à perpétuité) / Michel Roure, cultivateur de 55 ans.[réf. nécessaire]

### Période moderne
Le 12 août 1793 fut créé le département de Vaucluse, constitué des districts d'Avignon et de Carpentras, mais aussi de ceux d'Apt et d'Orange, qui appartenaient aux Bouches-du-Rhône, ainsi que du canton de Sault, qui appartenait aux Basses-Alpes.
Dans le milieu du XIXe siècle, le village, grâce à l'irrigation, avait diversifié son agriculture avec maraîchage, huile d'olive, mûriers pour l'élevage des vers à soie et safran. Toute une petite et moyenne industrie, liée à la force motrice de l'eau, s'était développée : blanchisserie, moulins à farine, fabrique de chapeaux et moulinage de la soie.

### Période contemporaine
De 1907 à 1952, la ville possède une gare sur la Ligne d'Orange à Buis-les-Baronnies. La gare est reconvertie en centre de loisir municipal "La gare aux enfants".
Camaret, grâce à l'implantation, de la coopérative agricole « Le cabanon » s'est acquis la réputation de capitale nationale de la tomate de conserve. Au début de 1967, Buitoni y ouvre une usine devant fournir à la marque du concentré de tomate. Cette usine, la seule de la marque Buitoni en France, est vendue par Nestlé à Raynal et Roquelaure en 2002.
Le 12 juin 2015, le maire Philippe de Beauregard et le père Pascal Mamba consacrent la commune au Sacré-Cœur. Le maire s'engage par ailleurs « à prendre des décisions conformes à l’enseignement de l’Église ».

## Politique et administration

### Liste des maires

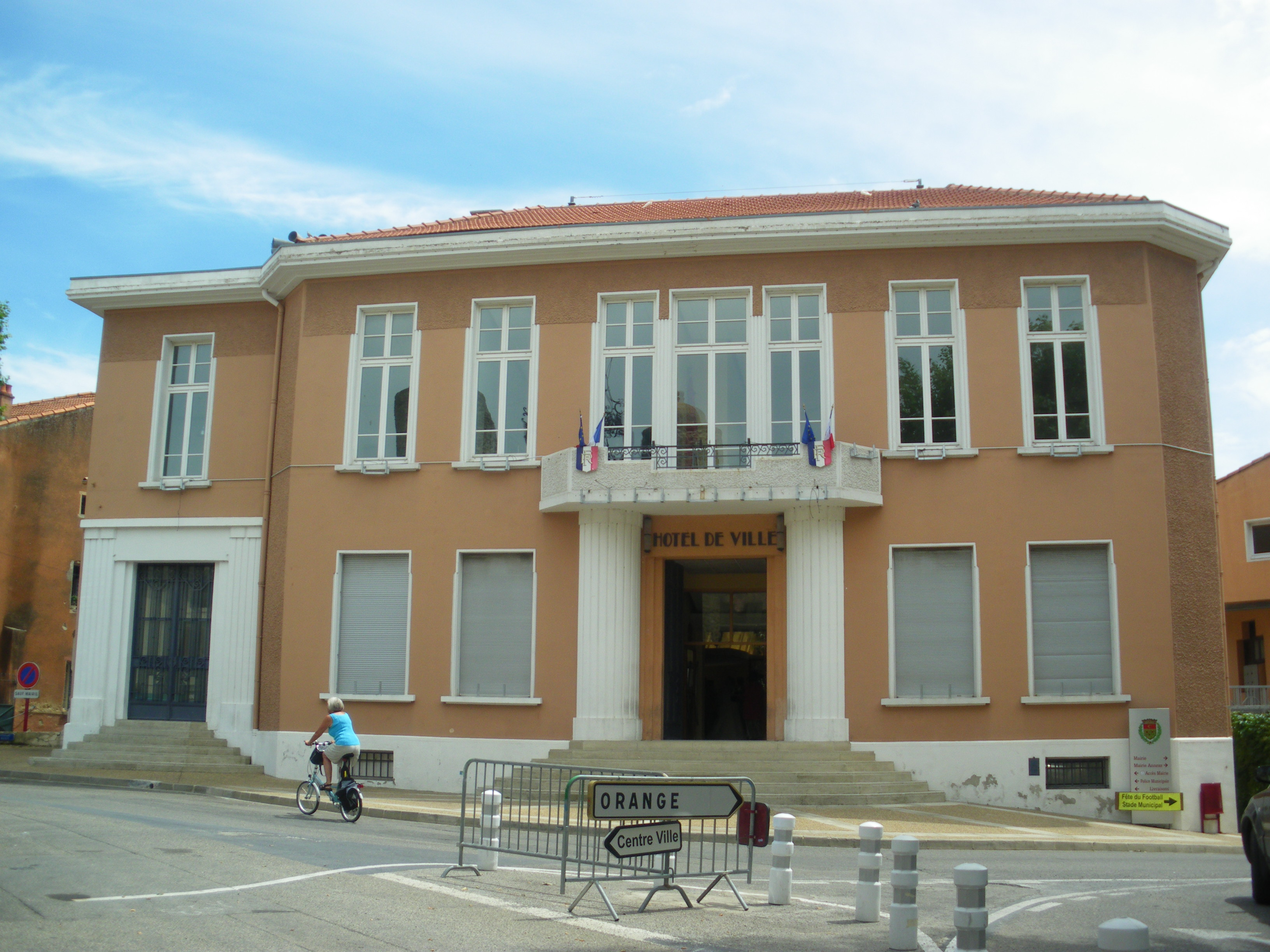
Hôtel de ville.

Avant 1789, ce sont 2 syndics puis consuls élus par les chefs de famille (ou les membres du conseil suivant l'époque) qui géraient la ville : administration, budget, gestion des catastrophes (inondations, réparation des murailles, incendie, peste...). Ce mode d'élection démocratique est assez proche de ce qui se fera post-Révolution.

### Politique de développement durable
La commune a engagé une politique de développement durable en lançant une démarche d'Agenda 21.

### Intercommunalité
La commune fait partie de la communauté de communes Aygues Ouvèze en Provence. Celle-ci a été créée le 31 décembre 1992.

### Fiscalité
| Taxe                                                | part communale | Part intercommunale | Part départementale | Part régionale |
| --------------------------------------------------- | -------------- | ------------------- | ------------------- | -------------- |
| Taxe d'habitation (TH)                              | 7,73 %         | 0,00 %              | 7,55 %              | 0,00 %         |
| Taxe foncière sur les propriétés bâties (TFPB)      | 20,44 %        | 0,00 %              | 10,20 %             | 2,36 %         |
| Taxe foncière sur les propriétés non bâties (TFPNB) | 57,11 %        | 0,00 %              | 28,96 %             | 8,85 %         |
| Taxe professionnelle (TP)                           | 00,00 %        | 17,85 %             | 13,00 %             | 3,84 %         |

La part régionale de la taxe d'habitation n'est pas applicable.
La taxe professionnelle est remplacée en 2010 par la cotisation foncière des entreprises (CFE) portant sur la valeur locative des biens immobiliers et par la contribution sur la valeur ajoutée des entreprises (CVAE) (les deux formant la contribution économique territoriale (CET) qui est un impôt local instauré par la loi de finances pour 2010).

### Budget et fiscalité 2016
En 2016, le budget de la commune était constitué ainsi :
- total des produits de fonctionnement : 5 541 000 €, soit 1 155 € par habitant ;
- total des charges de fonctionnement : 5 003 000 €, soit 1 043 € par habitant ;
- total des ressources d’investissement : 1 787 000 €, soit 372 € par habitant ;
- total des emplois d’investissement : 1 948 000 €, soit 406 € par habitant.
- endettement : 1 939 000 €, soit 404 € par habitant.

Avec les taux de fiscalité suivants :
- taxe d’habitation : 8,30 % ;
- taxe foncière sur les propriétés bâties : 20,80 % ;
- taxe foncière sur les propriétés non bâties : 57,11 % ;
- taxe additionnelle à la taxe foncière sur les propriétés non bâties : 0,00 % ;
- cotisation foncière des entreprises : 0,00 %.

Chiffres clés Revenus et pauvreté des ménages en 2014 : Médiane en 2014 du revenu disponible, par unité de consommation : 20 079 €.

## Démographie
L'évolution du nombre d'habitants est connue à travers les recensements de la population effectués dans la commune depuis 1793. Pour les communes de moins de 10 000 habitants, une enquête de recensement portant sur toute la population est réalisée tous les cinq ans, les populations de référence des années intermédiaires étant quant à elles estimées par interpolation ou extrapolation. Pour la commune, le premier recensement exhaustif entrant dans le cadre du nouveau dispositif a été réalisé en 2006.

En 2022, la commune comptait 4 549 habitants, en évolution de −0,15 % par rapport à 2016 (Vaucluse : +1,73 %, France hors Mayotte : +2,11 %).
| 1793  | 1800  | 1806  | 1821  | 1831  | 1836  | 1841  | 1846  | 1851  |
| ----- | ----- | ----- | ----- | ----- | ----- | ----- | ----- | ----- |
| 2 020 | 2 035 | 2 121 | 2 228 | 2 216 | 2 288 | 2 289 | 2 430 | 2 553 |

| 1856  | 1861  | 1866  | 1872  | 1876  | 1881  | 1886  | 1891  | 1896  |
| ----- | ----- | ----- | ----- | ----- | ----- | ----- | ----- | ----- |
| 2 625 | 2 595 | 2 498 | 2 401 | 2 278 | 2 053 | 1 965 | 1 890 | 1 738 |

| 1901  | 1906  | 1911  | 1921  | 1926  | 1931  | 1936  | 1946  | 1954  |
| ----- | ----- | ----- | ----- | ----- | ----- | ----- | ----- | ----- |
| 1 633 | 1 700 | 1 785 | 1 523 | 1 544 | 1 562 | 1 516 | 1 500 | 1 581 |

| 1962  | 1968  | 1975  | 1982  | 1990  | 1999  | 2006  | 2011  | 2016  |
| ----- | ----- | ----- | ----- | ----- | ----- | ----- | ----- | ----- |
| 1 794 | 1 955 | 2 255 | 2 468 | 3 121 | 3 553 | 4 207 | 4 596 | 4 556 |

| 2021  | 2022  | - | - | - | - | - | - | - |
| ----- | ----- | - | - | - | - | - | - | - |
| 4 547 | 4 549 | - | - | - | - | - | - | - |

## Économie

### Agriculture

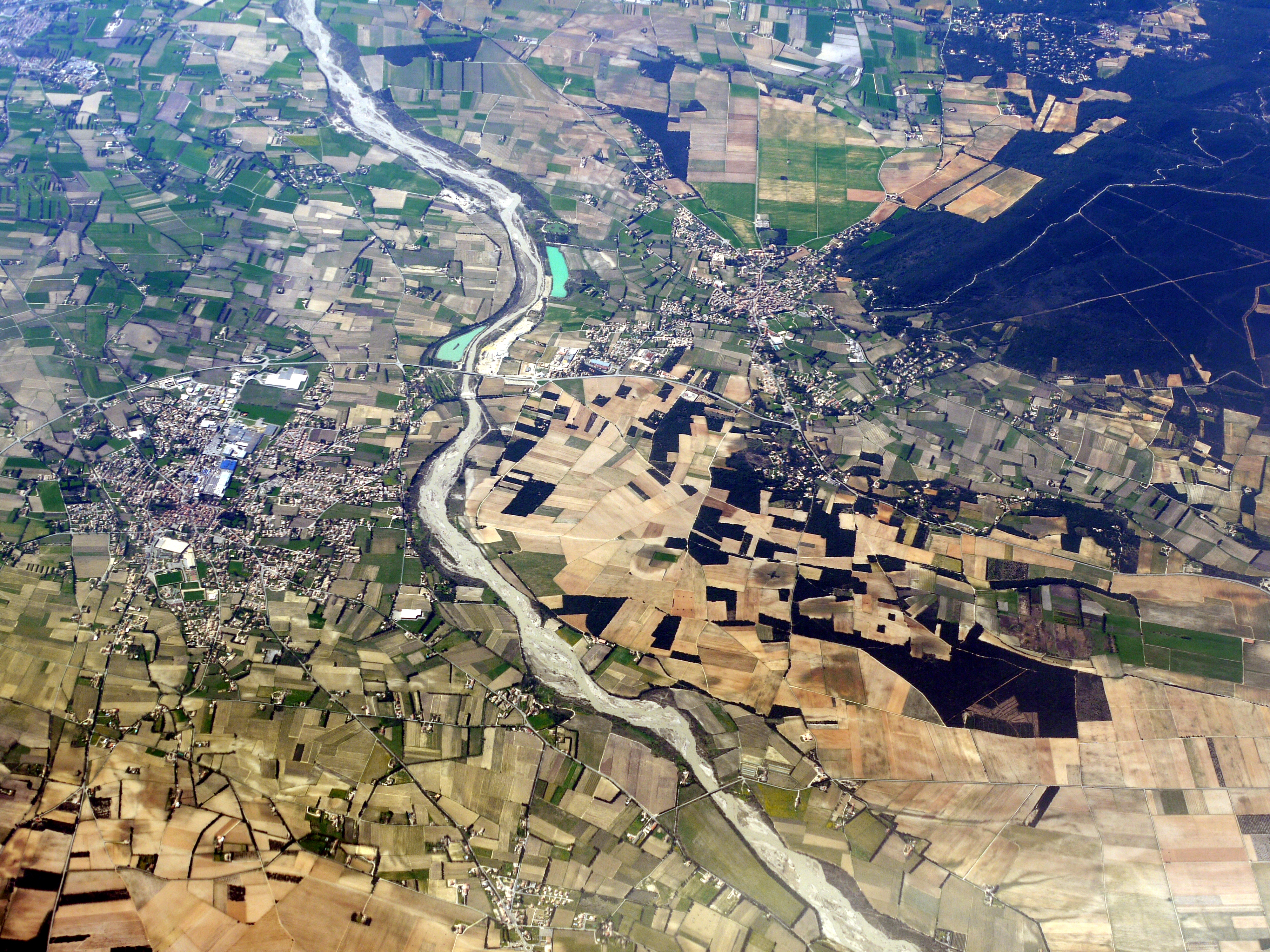
Vue aérienne du terroir de Camaret et Sérignan-du-Comtat.

Au cours du XIXe siècle, face à un Plan de Dieu « plaine presque inculte », les autorités et les élus pensèrent utile et judicieux d'envisager son irrigation sans considérer qu'il y avait là un terroir viticole de première importance. Aujourd'hui, le vignoble de la commune produit des vins Côtes-du-rhône villages classés en plan-de-dieu (AOC), au même titre que Jonquières, Travaillan et Violès. Les vins qui ne sont pas en appellation d'origine contrôlée peuvent revendiquer, après agrément, le label Vin de pays de la Principauté d'Orange.

### Industrie
L'entreprise agro-alimentaire Conserves de Provence, premier opérateur français de production de tomate transformée, a été racheté en 2004 par le groupe chinois Xinjiang Chalkis Co.Ltd qui s'est porté acquéreur de 55 % des parts, le reste appartenant à la SA Le Cabanon, ancienne coopérative agricole, pour 7 millions d'euros, en 2004 qui est propriétaire de l'usine de Camaret. Depuis, la majorité des tomates qui passent par l'usine sont importées de Chine,. L'accord de vente stipulait que la production chinoise représenterait les deux tiers de l'activité des Conserves de Provence dans un premier temps, avant d'augmenter progressivement tout en garantissant pendant 10 ans l'écoulement de la production des agriculteurs français de la coopérative.

### Tourisme
Comme beaucoup d'autres communes viticoles de Vaucluse, l'œnotourisme est présent dans l'économie locale. Ce n'est cependant pas la seule forme de tourisme, en particulier grâce à sa proximité d'Orange et de ses monuments et festival, mais aussi du mont Ventoux, d'Avignon, etc.

## Personnalité liée à la commune
- Vincent Muratori joueur professionnel à l’AS Nancy-Lorraine depuis 2012. Formé au club à l’AS Monaco FC en 2008.

## Équipements et services

### Enseignement
Quatre écoles primaires :
- trois publiques : La Souleïado (maternelle), Frédéric-Mistral (CP, CE1, CE2), Les Amandiers (CM1, CM2) ;
- une privée : Saint-Andéol.
Ensuite les élèves vont au collège Arausio à Orange puis vers le lycée polyvalent régional de l'Arc, toujours à Orange.

### Sports
L'on trouve plusieurs clubs à vocation sportive (football, motoball, volley-ball, handball, basket-ball, twirling bâton) sur la commune.
Plusieurs stades, tennis, etc.

### Santé
La commune dispose d'une pharmacie, ainsi que de médecins, dentistes, infirmiers et kinésithérapeutes. Il n'y a, par contre, pas d'hôpital, le plus proche étant sur Orange.

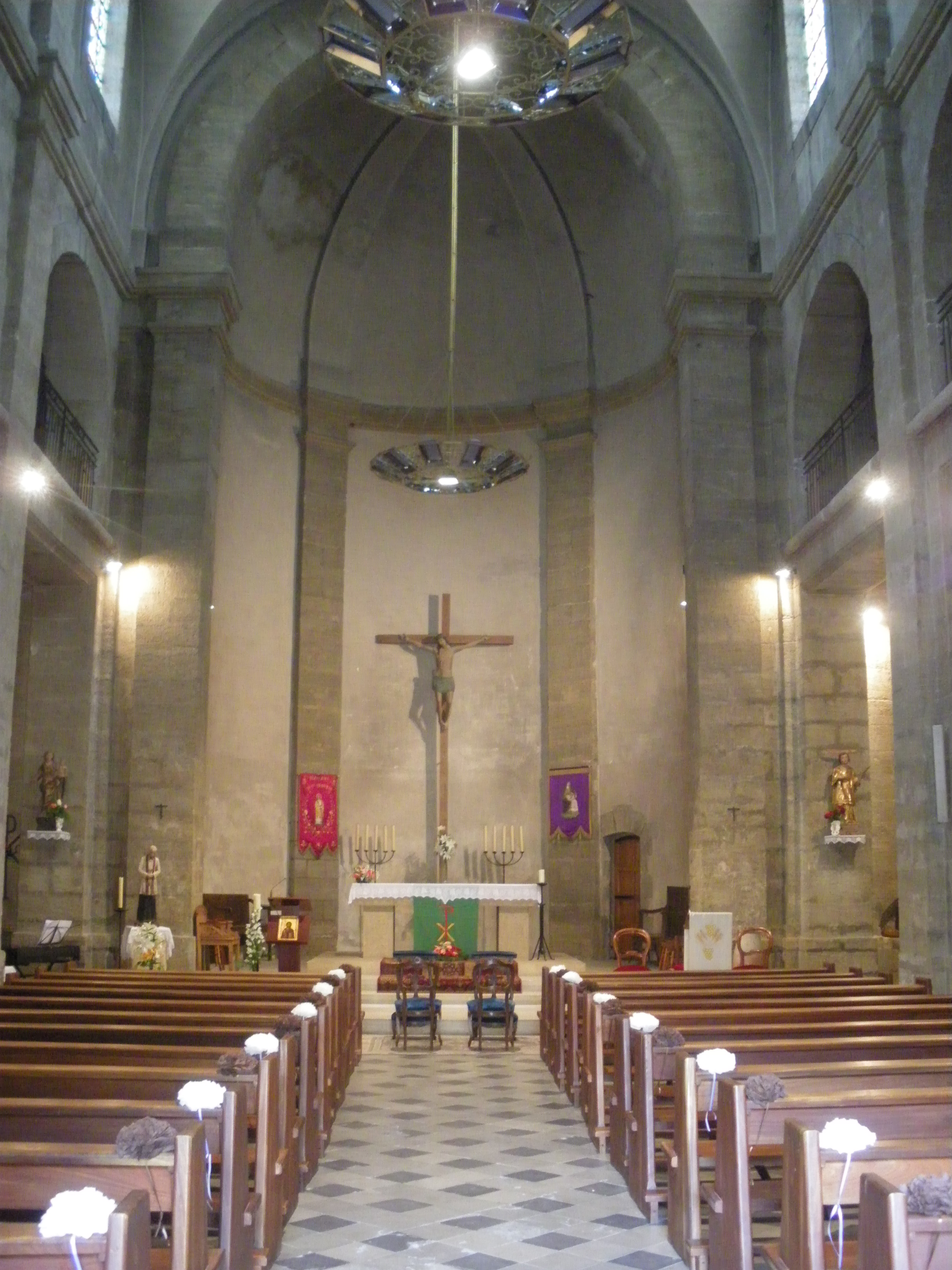
Intérieur de l'église paroissiale de Camaret.

## Vie locale

### Cultes
La paroisse catholique de Camaret fait partie du diocèse d'Avignon, doyenné d'Orange Bollène. Placée sous le vocable de Saint-Andéol, elle date du début du XVe siècle et a été totalement restaurée en 1780.
Dans l'édifice religieux précédent, se trouvait une vierge noire. Lors d'une visite épiscopale de l'évêque d'Orange, François Roussel de Tilly, en 1780, elle horrifia le prélat qui fut choqué par son indécence. Il avait constaté que la Vierge ne tenait pas son fils dans ses bras, mais sur son giron. Il ordonna que cette statue romane fut brûlée et que ces cendres fussent enterrées dans le cimetière.

### Écologie et recyclage
La collecte et le traitement des déchets des ménages et déchets assimilés, la gestion de l'assainissement collectif, la lutte contre les nuisances sonores, le contrôle de la qualité de l'air et la protection et mise en valeur de l'environnement font partie des compétences de la Communauté de communes Aygues Ouvèze en Provence.

## Lieux et monuments
- Église paroissiale « Saint-Andéol », XVIe siècle, située au cœur du bourg[49], et son orgue de tribune[50].
- Chapelle Saint-Cœur-de-Marie, proche du cimetière, à l'ouest du bourg.
- Chapelle Saint-Andéol, derrière la mairie.
- Le Ravelin : ancienne porte[51] des remparts, surmontée d'un campanile et d'une horloge.
- La Tour sarrasine (XIIIe siècle).
- Monument aux morts[52].

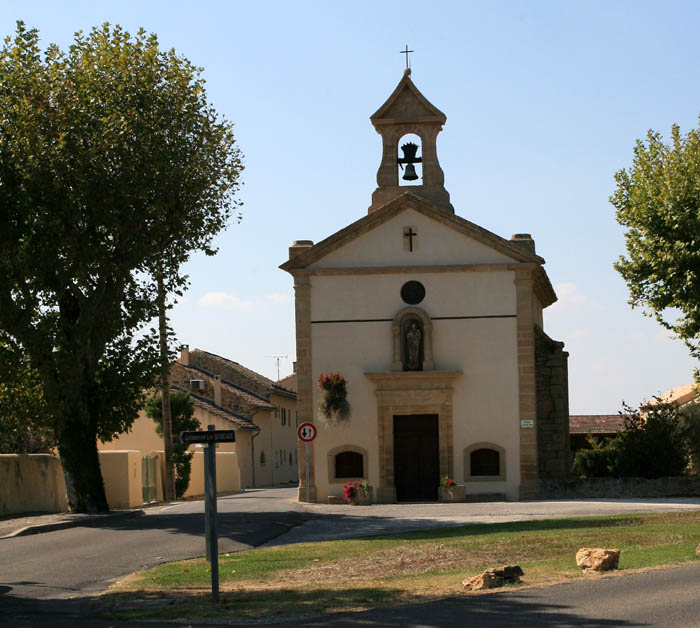
Chapelle Saint-Cœur-de-Marie.
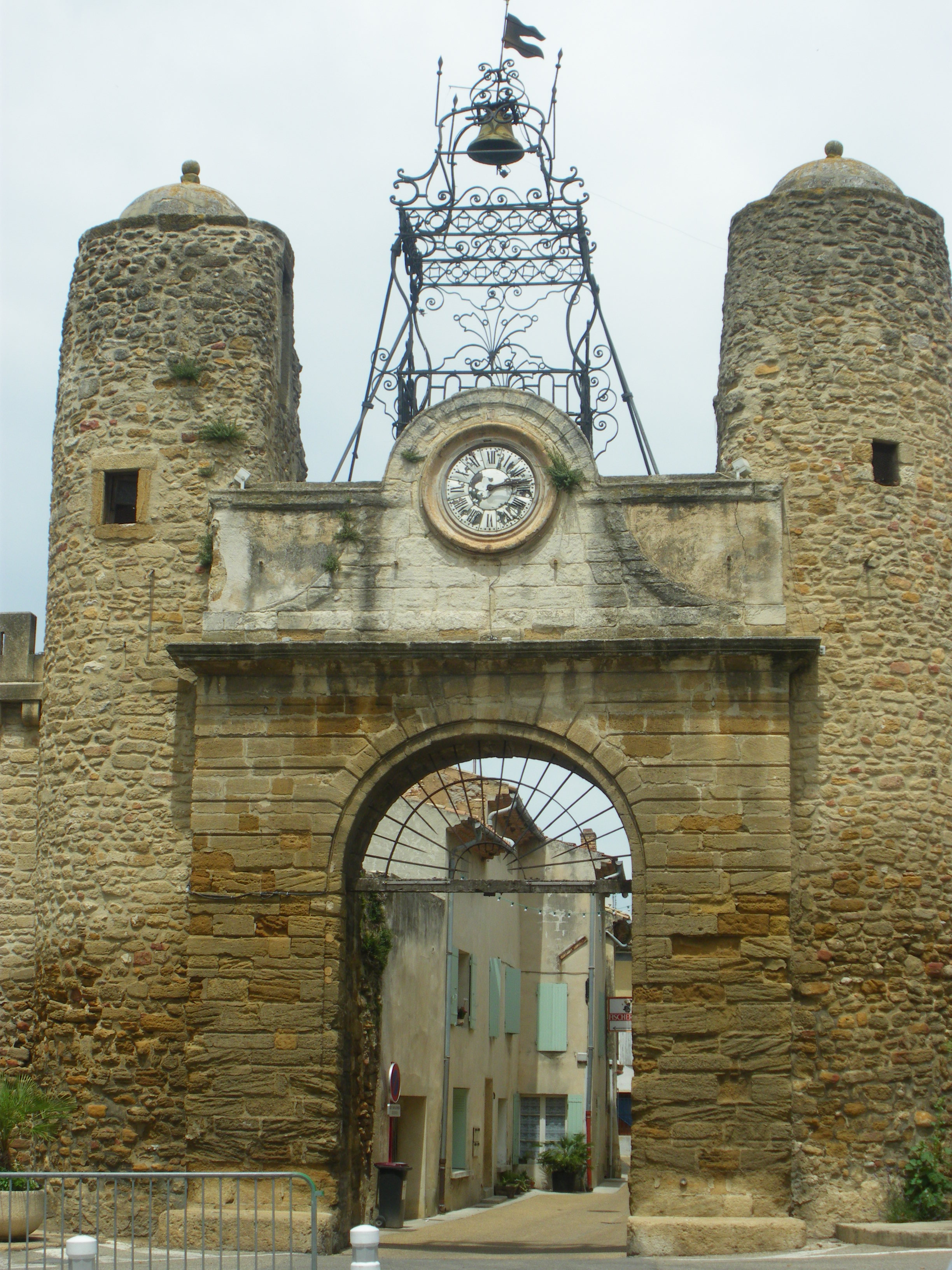
Le Ravelin.
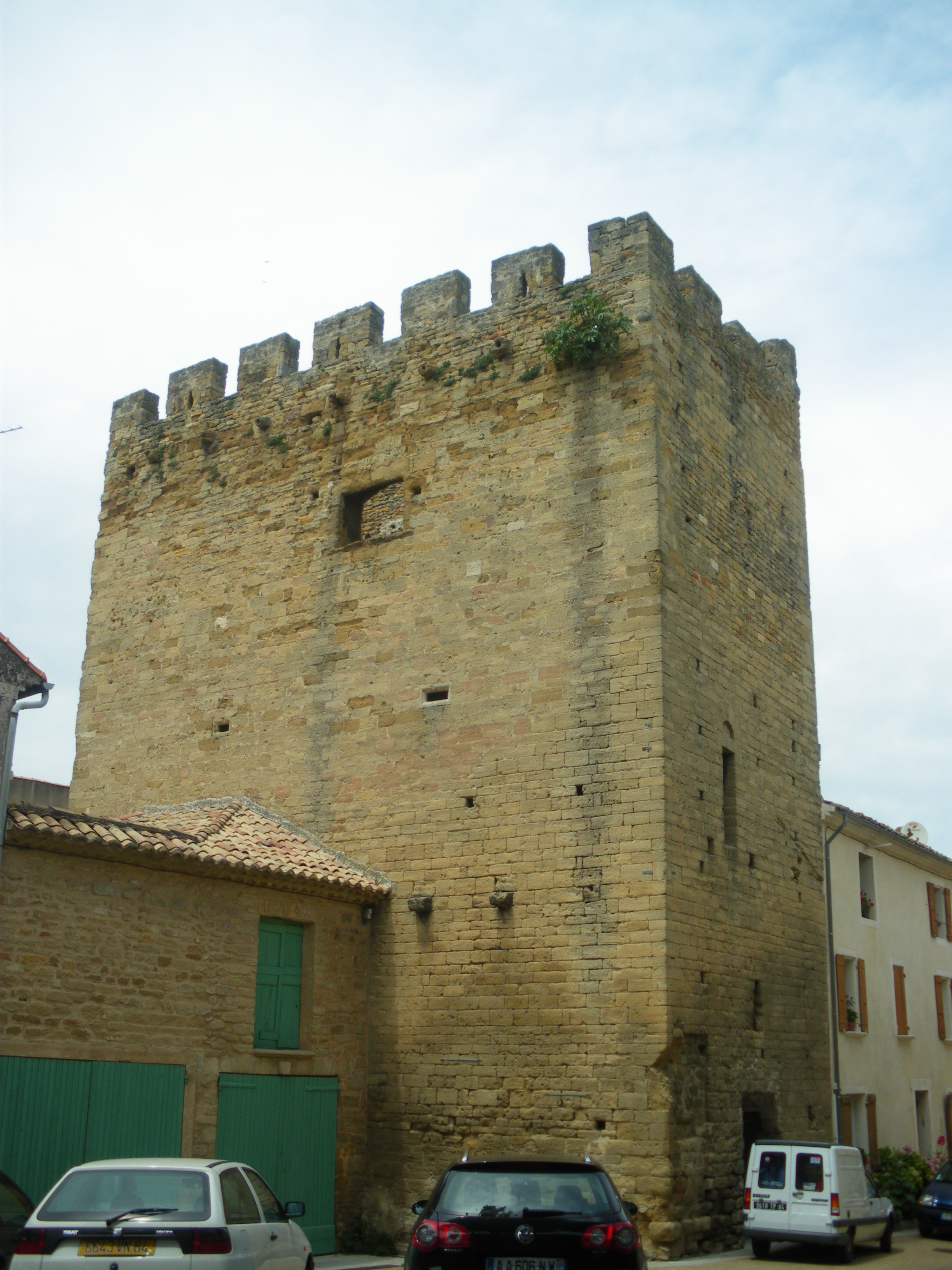
La Tour Sarrazine.
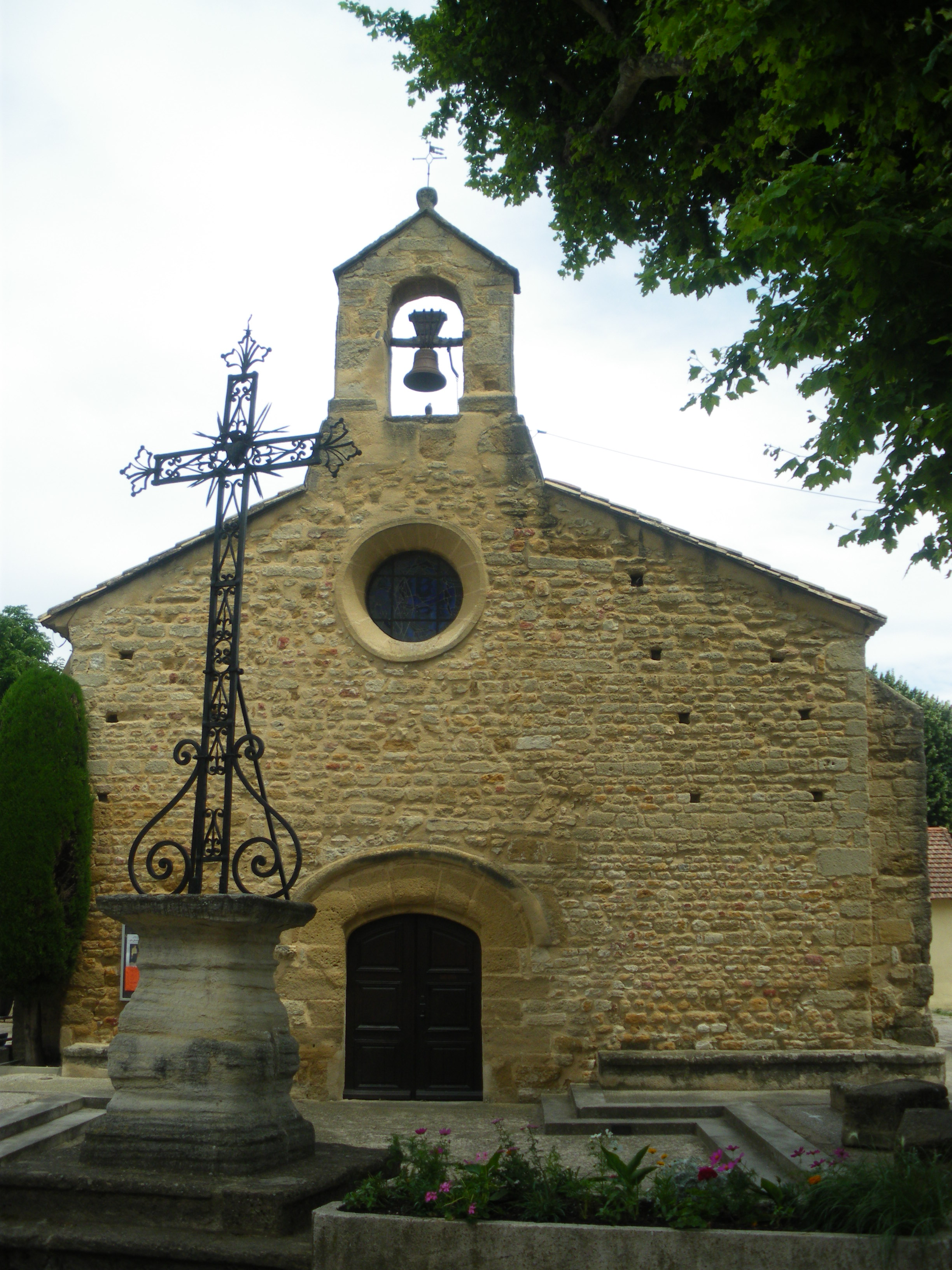
Chapelle Saint-Andéol.

### Héraldique
| Blason de Camaret-sur-Aigues | Les armes peuvent se blasonner ainsi : D'or à l'ormeau arraché de sinople, chargé de trois oranges de gueules ordonnées 2 et 1, au chef du même chargé de la lettre C capitale du champ., |

## Jumelages
- Travacò Siccomario (Italie)